# Over the Love (Florence and the Machine)
Over the Love è un singolo promozionale del gruppo musicale britannico Florence and the Machine, appartenente alla colonna sonora del film Il grande Gatsby e pubblicato il 7 maggio 2013.

## Descrizione
Over the Love fa parte della colonna sonora prodotta dal rapper Jay-Z per il film Il grande Gatsby di Baz Luhrmann.

### Over the Love (Of You)
Una versione indietronica del brano chiamata Over the Love (Of You) è stata prodotta con il musicista SBTRKT ed inserita nella versione deluxe della colonna sonora del film.